# Juana Iris
Juana Iris es una telenovela mexicana que fue transmitida en 1985 por el Canal de las Estrellas de Televisa, bajo la producción de Carlos Téllez y la dirección de Julio Castillo.
Esta protagonizada por Victoria Ruffo, Valentín Trujillo y Pedro Fernández, con las participaciones antagónicas de Blanca Guerra y Adela Noriega, con las actuaciones estelares de Gabriela Ruffo, Toño Mauri, Claudia Ramírez, Adriana Roel, Carmen Montejo, Carlos Cámara, Macaria, Raymundo Capetillo, Leonor Llausás y Claudio Brook.
Fue la telenovela con mayor audiencia en México, Estados Unidos y Latinoamérica en ese año.

## Argumento
Juana Iris es una mujer provinciana, criada por su tía Raquel pero con el paso del tiempo ese amor se convierte en odio. Debido a esta situación Juana Iris viaja a la ciudad en busca de su madre, sin saber que es prostituta. Pero ahí conoce a Bernardo un hombre rico. Juana Iris y Bernardo sostienen un romance, fruto de éste nace Juan Bernardo. Al pasar el tiempo Bernardo deja a Juana Iris y ella tiene que luchar con su hijo para salir adelante, y, de paso, conoce a don Alberto quien será el que transforme a Juana Iris en una mujer de la alta sociedad y le herede su fortuna al morir.

## Elenco
- Victoria Ruffo - Juana Iris Madrigal Martínez de De la Riva
- Valentín Trujillo - Bernardo de la Riva Valdivia
- Pedro Fernández - Juan Bernardo de la Riva Madrigal
- Adela Noriega - Romina Moret Toledo
- Blanca Guerra - Magali Santacilia
- Carmen Montejo - María Luisa
- Macaria - Elisa
- Adriana Roel - Virtudes
- Carlos Cámara - Nicolás
- Gabriela Ruffo - Gloria
- Eduardo Palomo - Fernando
- Leonor Llausás - Gudelia
- Alejandra Meyer - Nacarada
- Manuel Landeta - Jaime
- Lucía Paillés - Simona
- Claudia Ramírez - Montserrat
- Toño Mauri - Mauricio
- Angélica Chain - Marcela
- Emoé de la Parra - Patricia
- Fernando Rubio - Néstor
- Rafael Sánchez Navarro - Cristóbal Derbez
- Raymundo Capetillo - Rafael
- Karina Duprez - Rosa
- Patricia Dávalos - Leticia
- Alonso Echánove - Roque
- Javier Díaz Dueñas - Lic. Castañeira
- Eduardo Pons - Martín
- Sergio Barrios - Padre Benito
- Claudio Brook - Don Alberto
- María Montejo - Celadora
- Fuensanta - Ninón
- Ana Luisa Peluffo - Chata
- Silvia Caos - Petra
- Bertha Moss - Raquel
- Joana Brito - Toña
- Víctor Lozoya - Roque
- José Antonio Serrano - Gerardo
- Sergio Silva - Lalo
- Gabriel Berthier - Juan
- Gilberto Román - Alejo
- Rosa Carmina - Dora
- Armando Palomo
- Manuel Saval
- Leonardo Daniel
- Cecilia Gabriela -Nora

## Equipo de producción
- Una historia de: Ricardo Rentería
- Tema musical: Thief of hearts
- Autores: Harold Faltermeyer, Giorgio Moroder
- Escenografía: Isabel Cházaro, Cristina Martínez de Velasco
- Ambientación: Patricia González
- Diseño de vestuario: Alejandro Gastélum
- Gerente de producción: Lucero Suárez
- Realización: Gabriel Vázquez Bulmán
- Dirección: Julio Castillo
- Producción: Carlos Téllez

## Premios y nominaciones

### Premios TVyNovelas 1986
| Categoría                  | Nominado(a)      | Resultado |
| -------------------------- | ---------------- | --------- |
| Mejor revelación masculina | Pedro Fernández  | Nominado  |
| Mejor escritor             | Ricardo Rentería | Nominado  |
| Mejor debutante femenina   | Adela Noriega    | Nominada  |